# سلاح مشاة القوات البرية السعودية
سلاح المشاة أو سلاح مشاة وهو أحد أسلحة القوات البرية الملكية السعودية الرئيسية. ويقع مقر سلاح المشاة في مقر القوات البرية بالعاصمة الرياض.

## النشأة
كانت البداية الفعلية لسلاح المشاة هي تشكيل الجيش المكون من ستين رجلاً (يقدر بتشكيل فصيل في وقتنا الراهن) قادهم عبد العزيز آل سعود لفتح الرياض في 5 شوال، 1319هـ الموافق 15 يناير، 1902. وكان أول تشكيل للمشاة النظامية في عام 1348هـ، عندما تم تأسيس مديرية الأمور العسكرية في مدينة الطائف، التي كانت النواة الأولى لإدارة الجيش العربي السعودي. وكانت أول التشكيلات فوج المشاة وفوج المدفعية وفوج الرشاشات.
وفي عام 1349هـ بلغت القوات النظامية حداً اقتضى تشكيل وكالة للدفاع، بجانب مديرية الأمور العسكرية، التي شكّلت الجيش إلى ثلاث وحدات رئيسية، وهي المشاة والمدفعية والفرسان.
وفي عام 1364هـ شُكلت فرق تدريب المشاة في الطائف، لتدريب الجيش تحت مسمى «فرق التدريب الأولى». واستمرت بهذا الاسم حتى عام 1367هـ، حيث تطور تشكيل هذه الفرق تدريجياً. وكان ذلك بداية لتكوين وحدات المشاة، وهو البداية الفعلية لتأسيس قيادة سلاح المشاة الحالية.

## التطوير
وبدأ تطوير سلاح المشاة وتشكيلاته في عام 1396هـ بمشروع الألوية الآلية، الذي كانت مهمته تحويل وجحفلة ألوية المشاة الراجلة، التي تستخدم العربات ذات العجلات، إلى ألوية تستخدم أحدث ما أُنتج من منجزات ثقيلة ومتوسطة وخفيفة، مثل ناقلة الافراد م113أ وسلسلتها. وهي عبارة عن مجموعة متكاملة من الآليات المجنزرة، التي دخلت الخدمة في عام 1397هـ. وقد زودت هذه الآليات بأحدث الأسلحة، مثل صاروخ تو والهاون الخفيف والثقيل ورشاش 50% البوصة.
وبتاريخ 26 ذو القعدة، 1398هـ صدرت الأوامر بإلغاء سلاح المشاة، وكان الاتجاه السائد في ذلك الوقت هو الاستغناء عن قيادات الأسلحة تدريجياً، على أن تتولى مراكز ومدارس أسلحة القوات البرية الملكية السعودية بعض مهام قيادات الأسلحة. وأنشئت لذلك قيادة مدارس الجيش، لكن بعد التجربة ظهرت الحاجة لوجود قيادات للأسلحة تتولى أعمال التخطيط والتنظيم والإدارة والمتابعة، مع الاستعانة بقيادات المراكز والمدارس من الناحية الفنية. فتم بتاريخ 13 شعبان، 1402هـ إلغاء إدارة مشروع الألوية الآلية، وضم العاملين بها إلى قيادة سلاح المشاة، الذي تمت إعادة تشكيله اعتباراً من 1 صفر، 1403هـ.
واستمرت قيادة السلاح في ممارسة دورها في النهوض بمستوى وحدات السلاح وتشكيلاته الميدانية، في مختلف النواحي لرفع مستواها القتالي وتزويدها بأحدث الأسلحة والمعدات. وقد زودت مؤخراً هذه التشكيلات بأحدث عربات القتال المتطورة البرادلي (م2أ2) التي توفر (إضافة إلى قوة وسماكة درعها) خفة حركة وكثافة نارية، بفضل تزويدها بأنواع مختلفة من الأسلحة المركبة عليها مثل الرشاش عيار 62.7 ملم، والمدفع عيار 25 ملم، وصاروخ التو المزدوج، والبندقية عيار 56.5 ملم. كما زودت بأحدث عربات جيوب الهمر المسلحة ذات الأغراض المتعددة، التي تعمل في مختلف المناطق وتحت جميع الظروف المناخية. ونتيجة لهذا تطورت التشكيلات الميدانية لسلاح المشاة، وارتفع مستواها القتالي وأصبحت قوة رئيسية لا يستهان بها ضمن تشكيلات القوات البرية.

## معهد سلاح المشاة
هو أحد الصروح التعليمية المهمة للقوات المسلحة كلها. وفيه يتدرب العسكريون ضباطاً وأفراداً ليتزودوا بما استجد من أساليب تدريب وتعليم وثقافة عسكرية. وقد أسهم هذا الصرح الكبير إسهاماً فاعلاً في رفع مستوى التدريب، في مختلف وحدات القوات البرية. وكانت بداية التدريب في الجيش في عام1364هـ، حيث بُدئ بتدريب العسكريين التابعين للجيش تحت مسمى فرق التدريب الأول في الطائف. وبسبب زيادة عدد المتدربين العسكريين، أنشأت في أواخر عام1367هـ مدرسة سُميت «مدرسة ضباط الصف». ثم ضُم إليها جناح للضباط وغُيّر اسمها إلى «مدرسة دورات الضباط وضباط الصف».
وعندما زادت الأعباء على المدرسة، نتيجة لزيادة أعداد الدارسين، أصبحت الحاجة ماسة للتوسع؛ فأضيفت في عام 1375هـ مبان جديدة إليها وحول اسمها إلى «مدرسة المشاة». وفي عام 1391هـ نُقلت هذه المدرسة إلى مدينة خميس مشيط، قرب مدينة الملك فيصل العسكرية. وفي عام 1397هـ أضيفت مهام تدريب المستجدين إلى مدرسة سلاح المشاة، وجُعل مركز تدريب المستجدين، الذي كان إنشاؤه في 1 ذو الحجة، 1382هـ، مرتبطاً بقيادة المدرسة. وحولت مدرسة الشرطة العسكرية السابقة إلى جناح الشرطة العسكرية في مدرسة سلاح المشاة. وتبعاً لذلك تم تغيير مسمى مدرسة المشاة إلى المسمى الحالي ـ «مركز ومدرسة سلاح المشاة» ـ ليضيف هذا التعديل مهام جديدة للمدرسة، معطيا لها دفعة قوية، لتقوم باستقبال وتأهيل وتدريب أعداد كبيرة من الشباب السعودي، وتحويلهم إلى عسكريين يلتحقون بعد تخرجهم بوحدات القوات البرية المختلفة. وتدرب المدرسة العسكريين لمختلف أفرع القوات المسلحة السعودية والدول الشقيقة، بمختلف الدورات والتخصصات التي يحتاجها سلاح المشاة والأسلحة الأخرى. إضافة إلى إجراء الدراسات والبحوث لتطوير أداء واستخدام الأسلحة والمعدات والآليات الحديثة، الخاصة بسلاح المشاة. تم تحويله مؤخرا إلى «معهد سلاح المشاة».